# Aveiro
Aveiro – miasto w Portugalii, leżące w dystrykcie Aveiro, w regionie Centrum w podregionie Baixo Vouga przy ujściu rzeki Vouga do Laguny Aveiro (Ocean Atlantycki), jest siedzibą gminy o tej samej nazwie.

## Krótki opis
Miasto przemysłowe z ważnym portem oceanicznym. Wielką atrakcją niemal całego miasteczka są elewacje domów wyłożone ceramicznymi płytkami azulejos. W pobliżu plaże Barra, Costa Nova do Prado i Gafanha da Nazaré. Miejscowość założona w X w. Do XI w. pod panowaniem Maurów. W roku 1575 sztorm zasypał wejście do portu oraz utworzył barierę zamykającą zatokę. Na tej mierzei powstała później wioska rybacka Costa Nova. W 1973 roku powstał w Aveiro uniwersytet Universidade de Aveiro.

## Sołectwa
Sołectwa gminy Aveiro (ludność wg stanu na 2011 r.)
- Aradas – 9157 osób
- Cacia – 7354 osoby
- Eirol – 753 osoby
- Eixo – 5571 osób
- Esgueira – 13 431 osób
- Glória (Aveiro) – 9099 osób
- Nariz – 1418 osób
- Nossa Senhora de Fátima – 1924 osoby
- Oliveirinha – 4817 osób
- Requeixo – 1222 osoby
- São Bernardo (Aveiro) – 4960 osób
- São Jacinto – 993 osoby
- Santa Joana (Aveiro) – 8094 osoby
- Vera Cruz (Aveiro) – 9657 osób

## Galeria

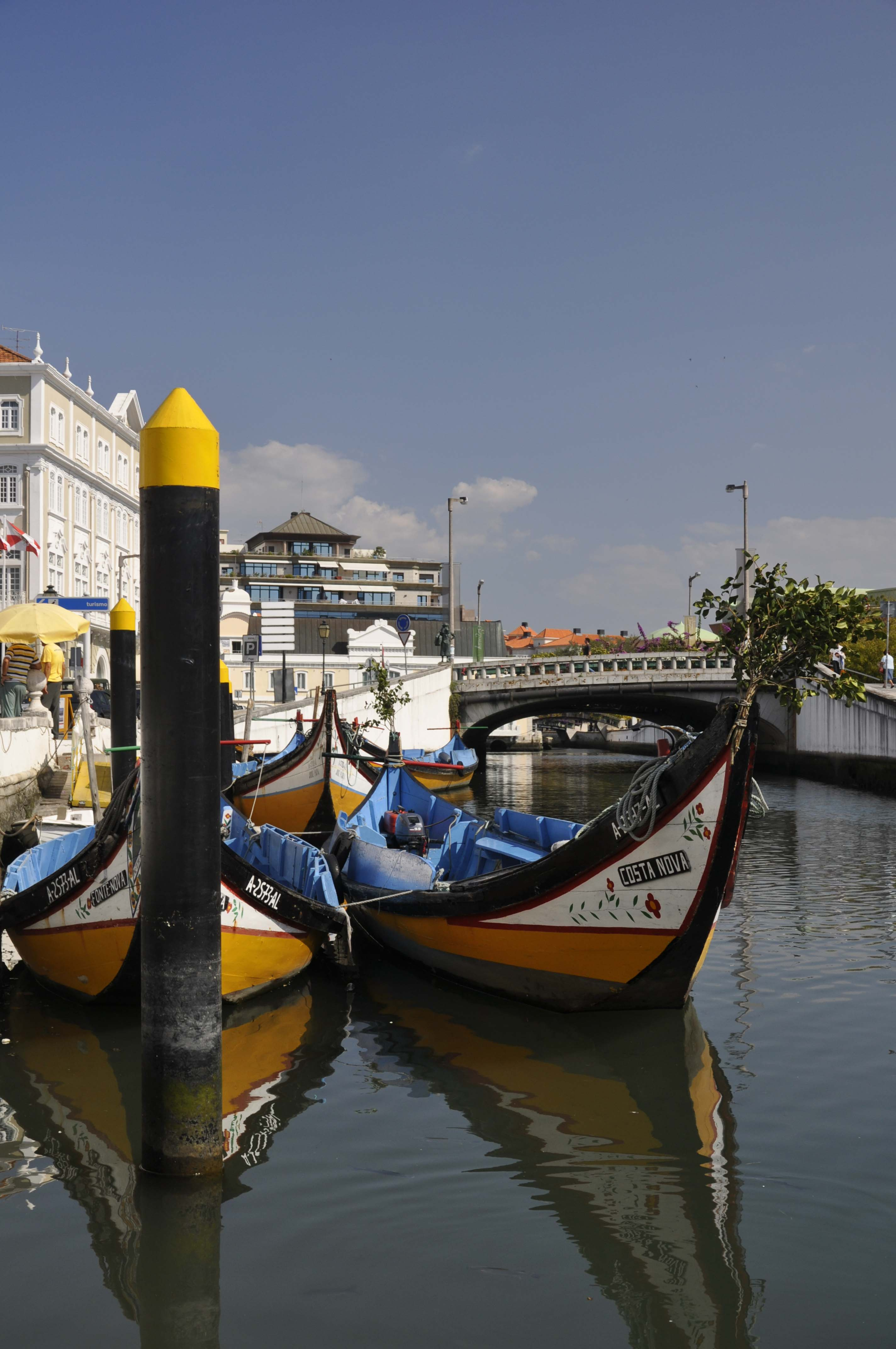
Moliceiros w Averio.
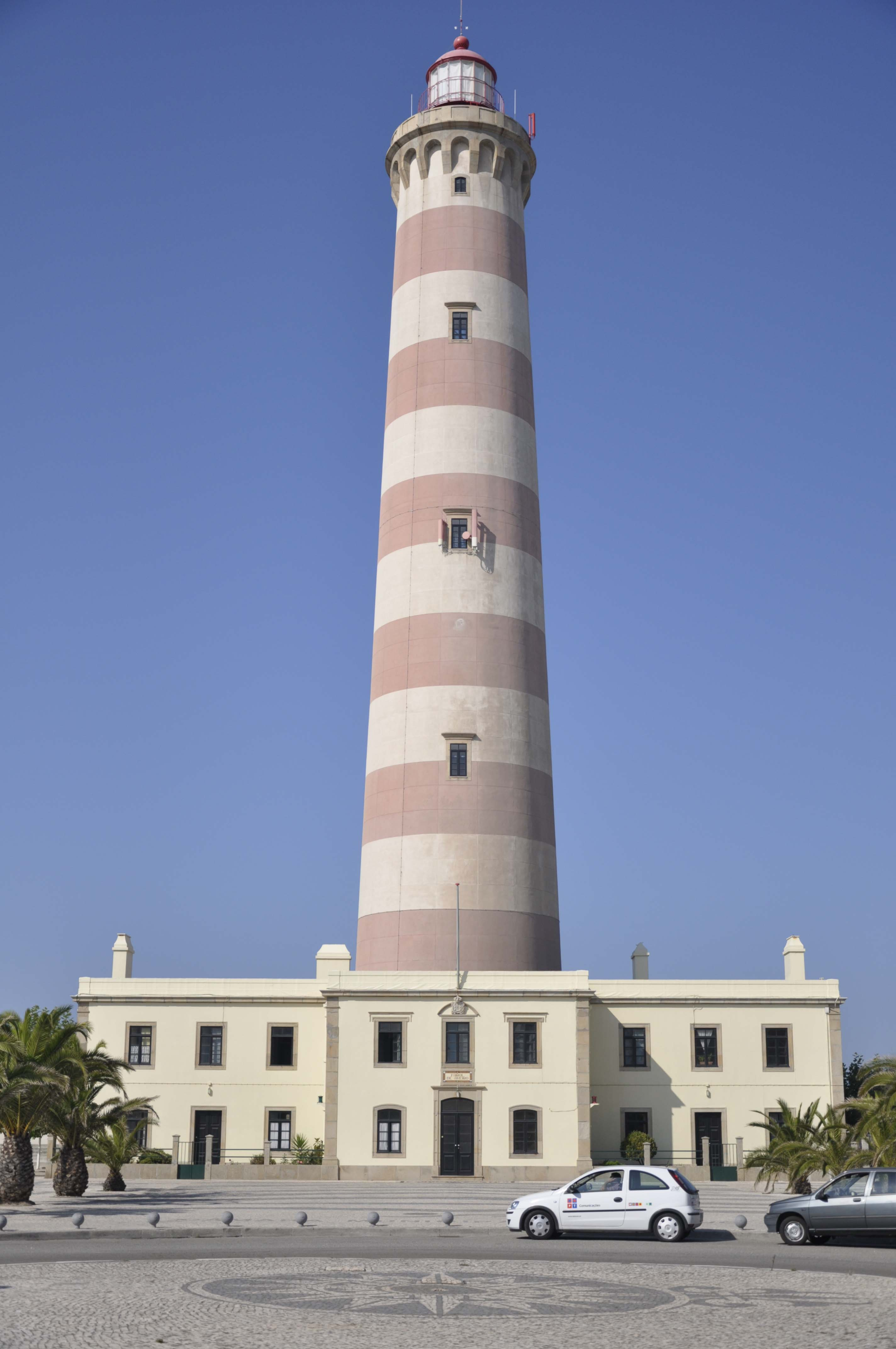
Latarnia morska w Aveiro (Praia da Barra).
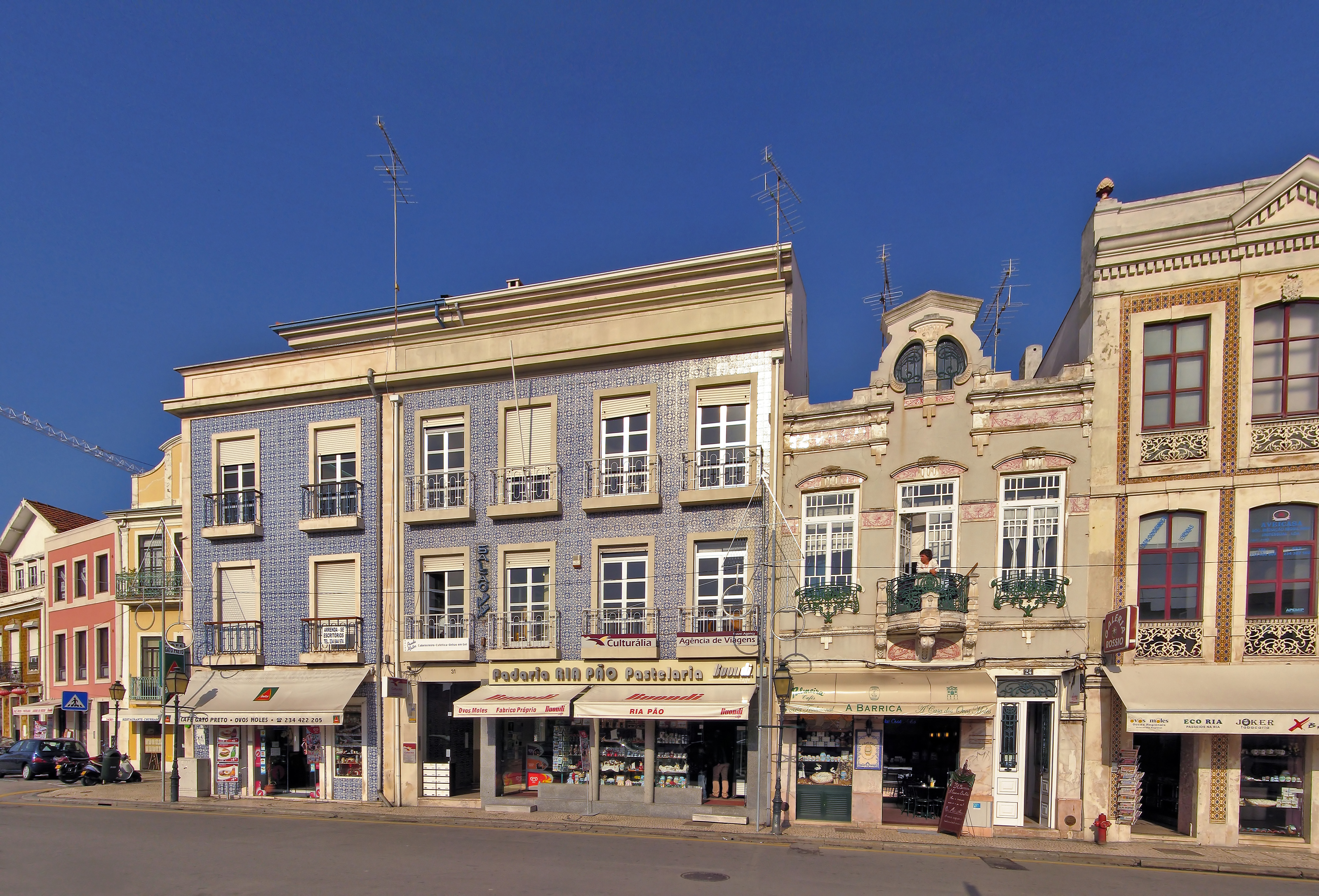
Typowe azulejo w Aveiro.
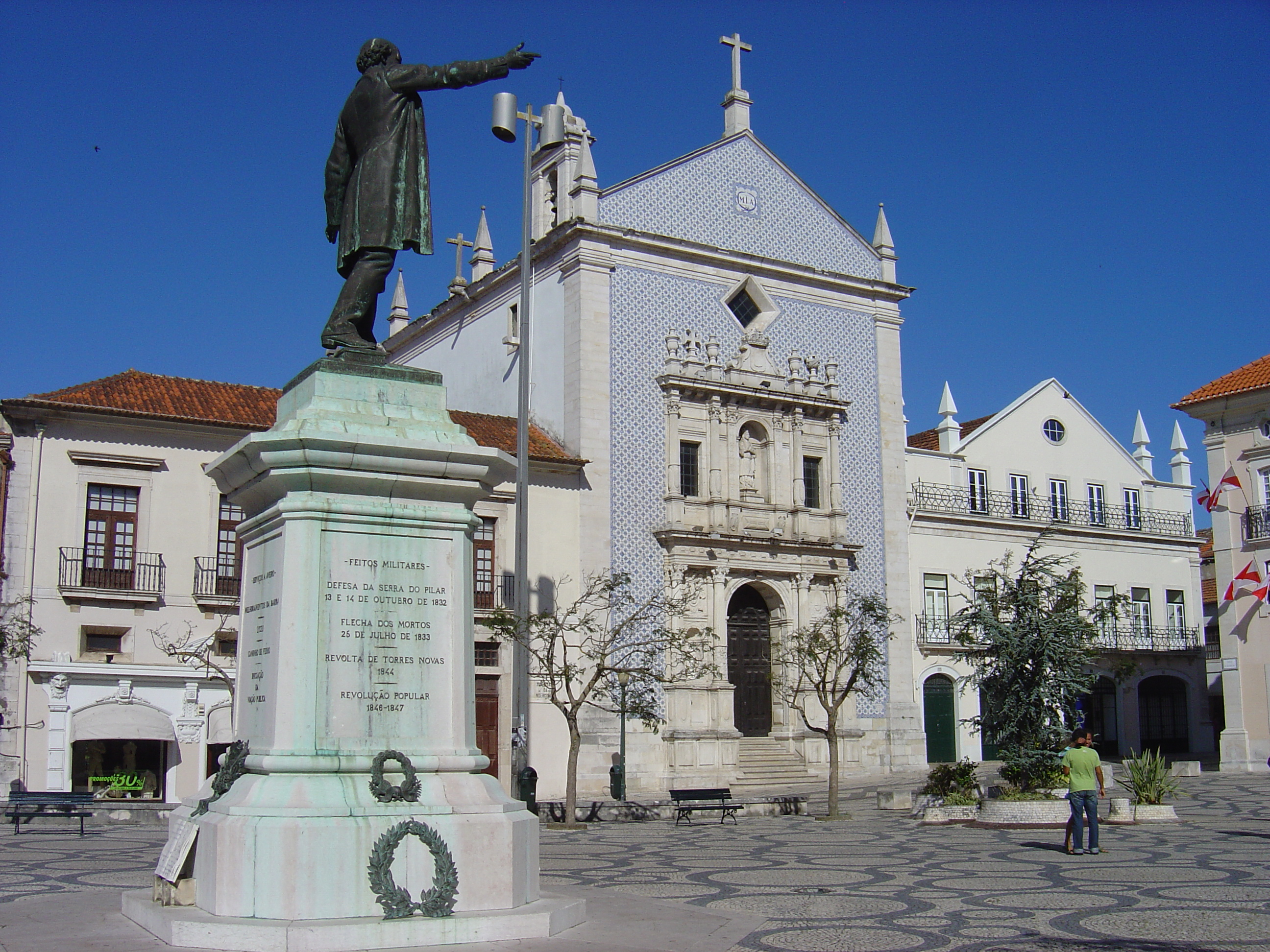
Plac w Aveiro.
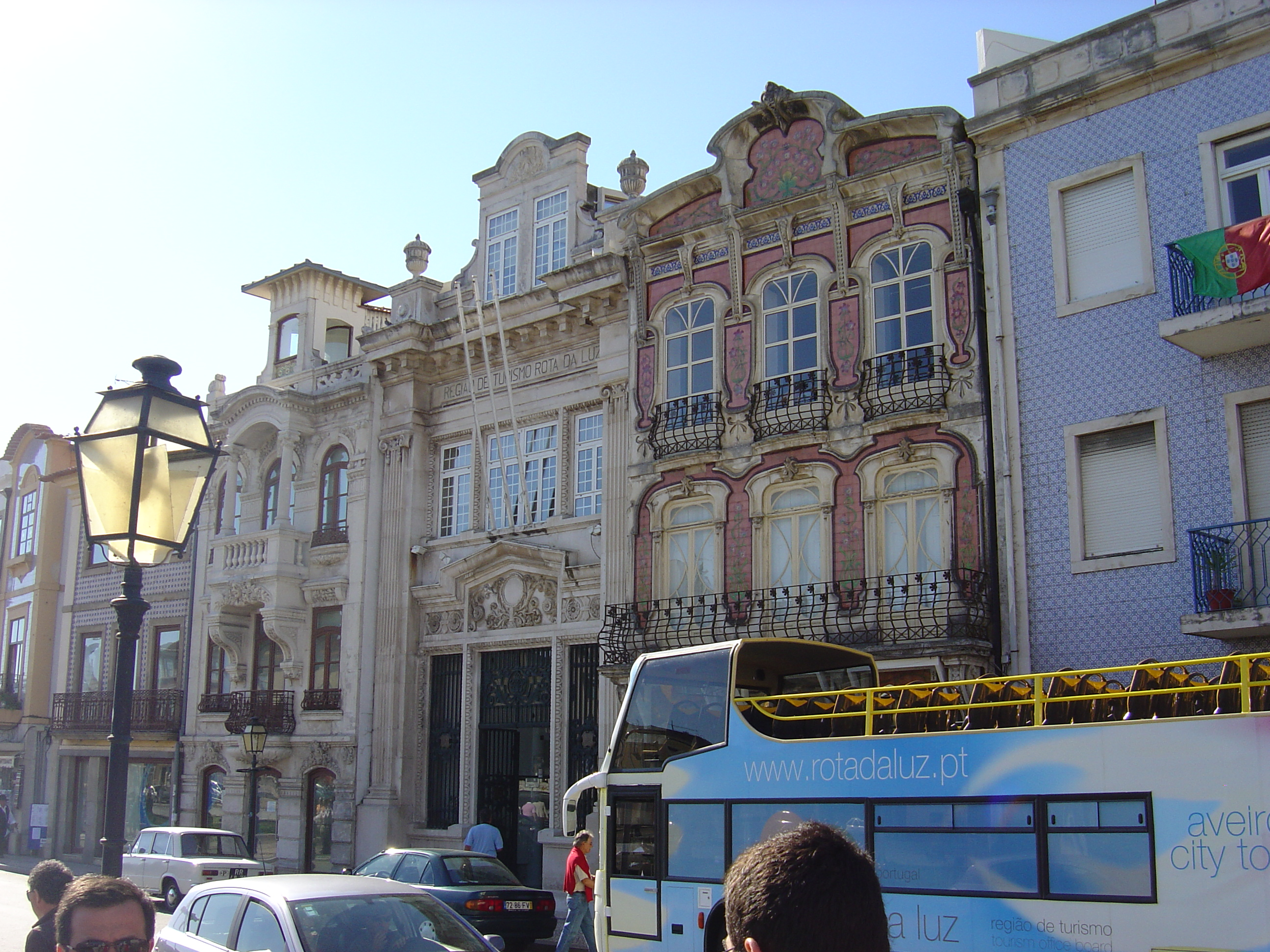
Ulica w Aveiro.
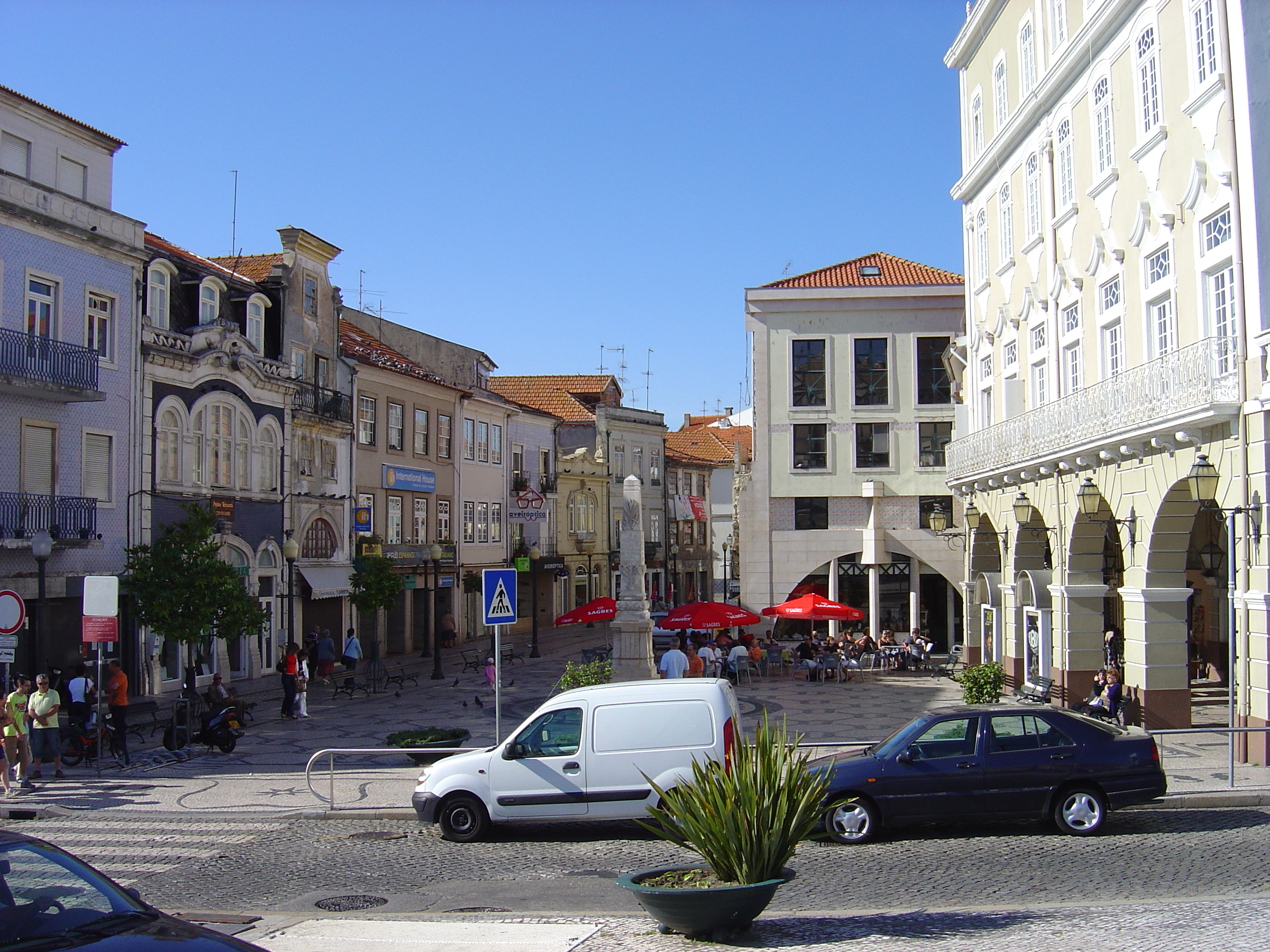
Ulica w Aveiro.
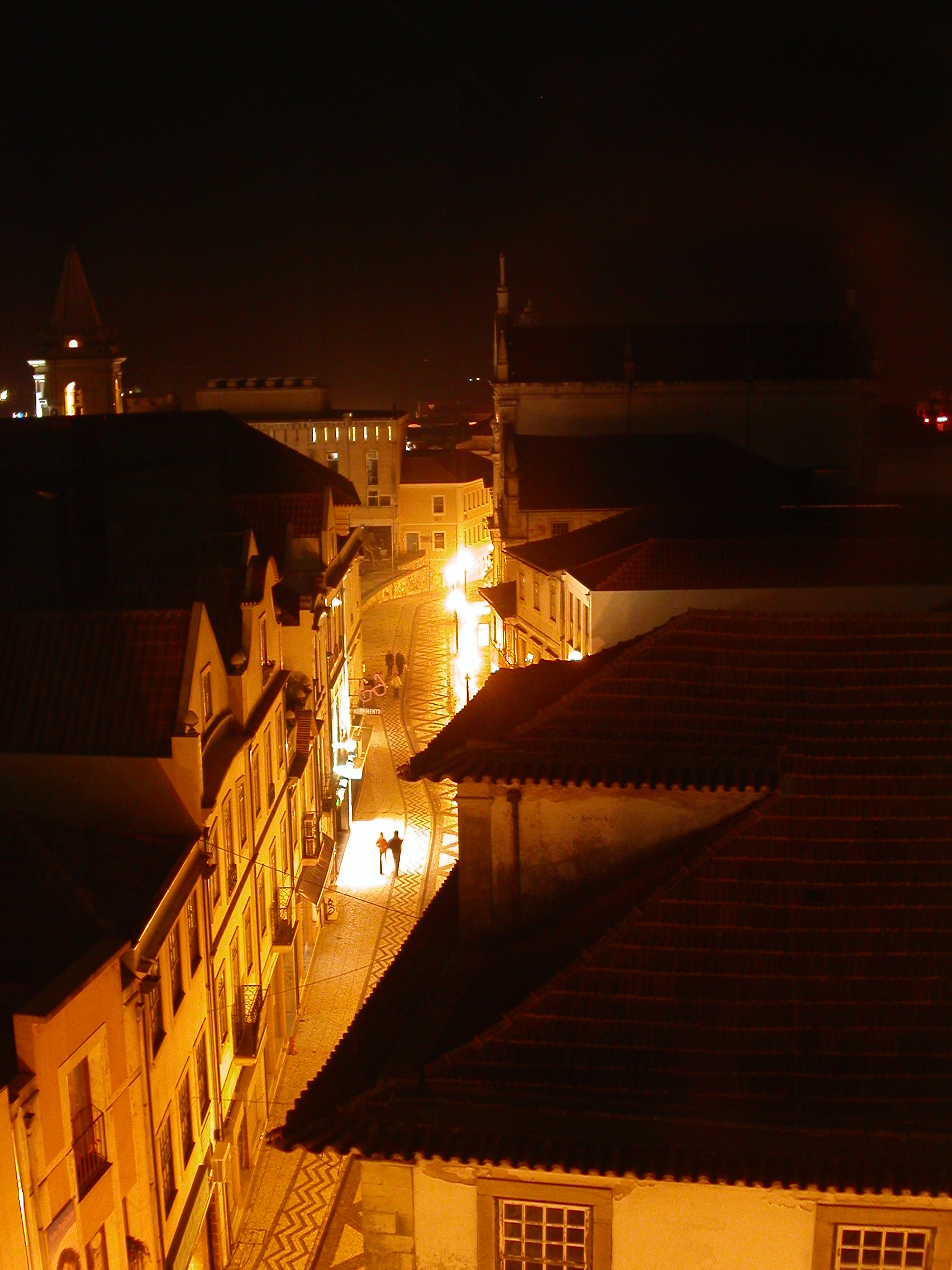
Aveiro nocą.
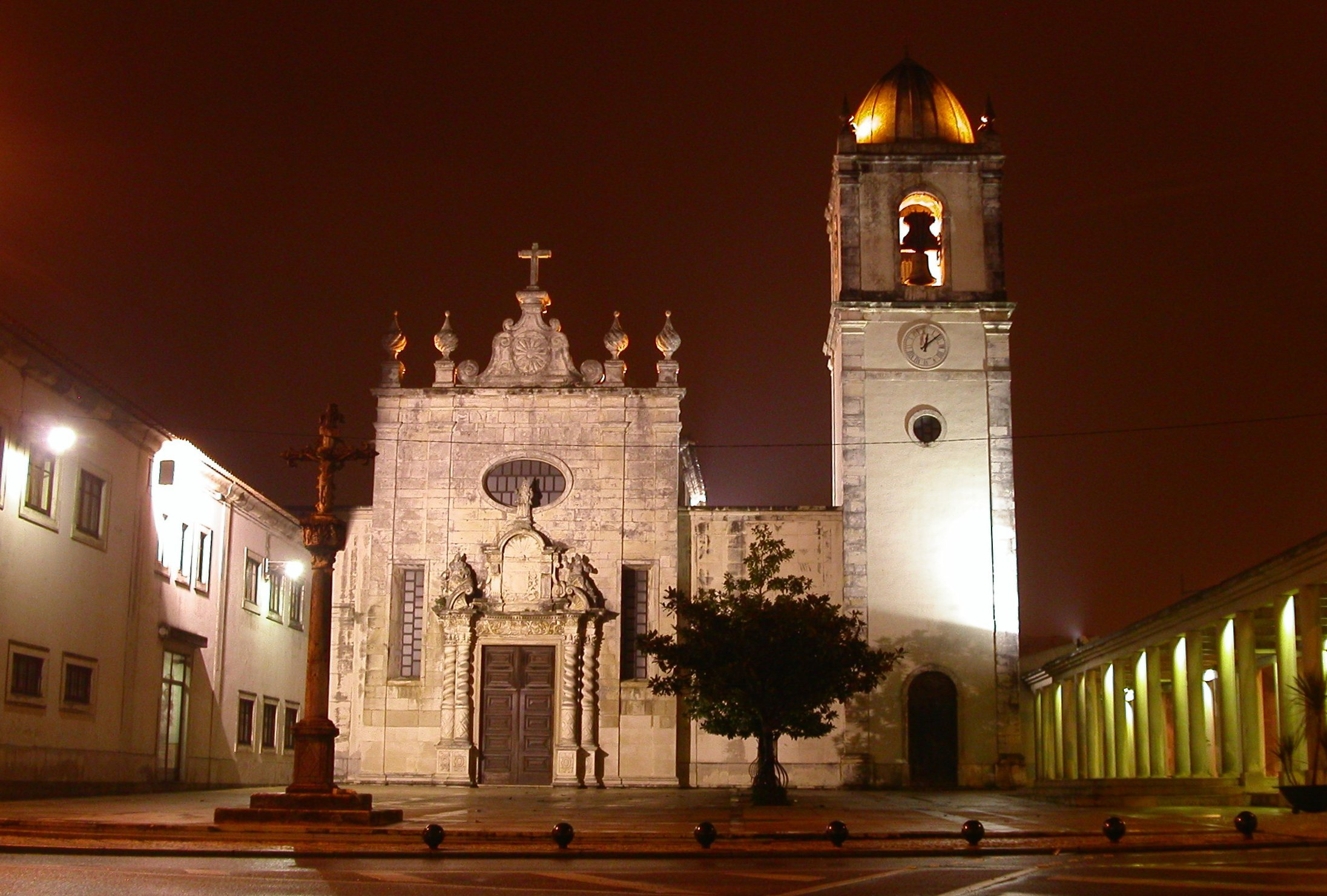
Katedra w Aveiro.
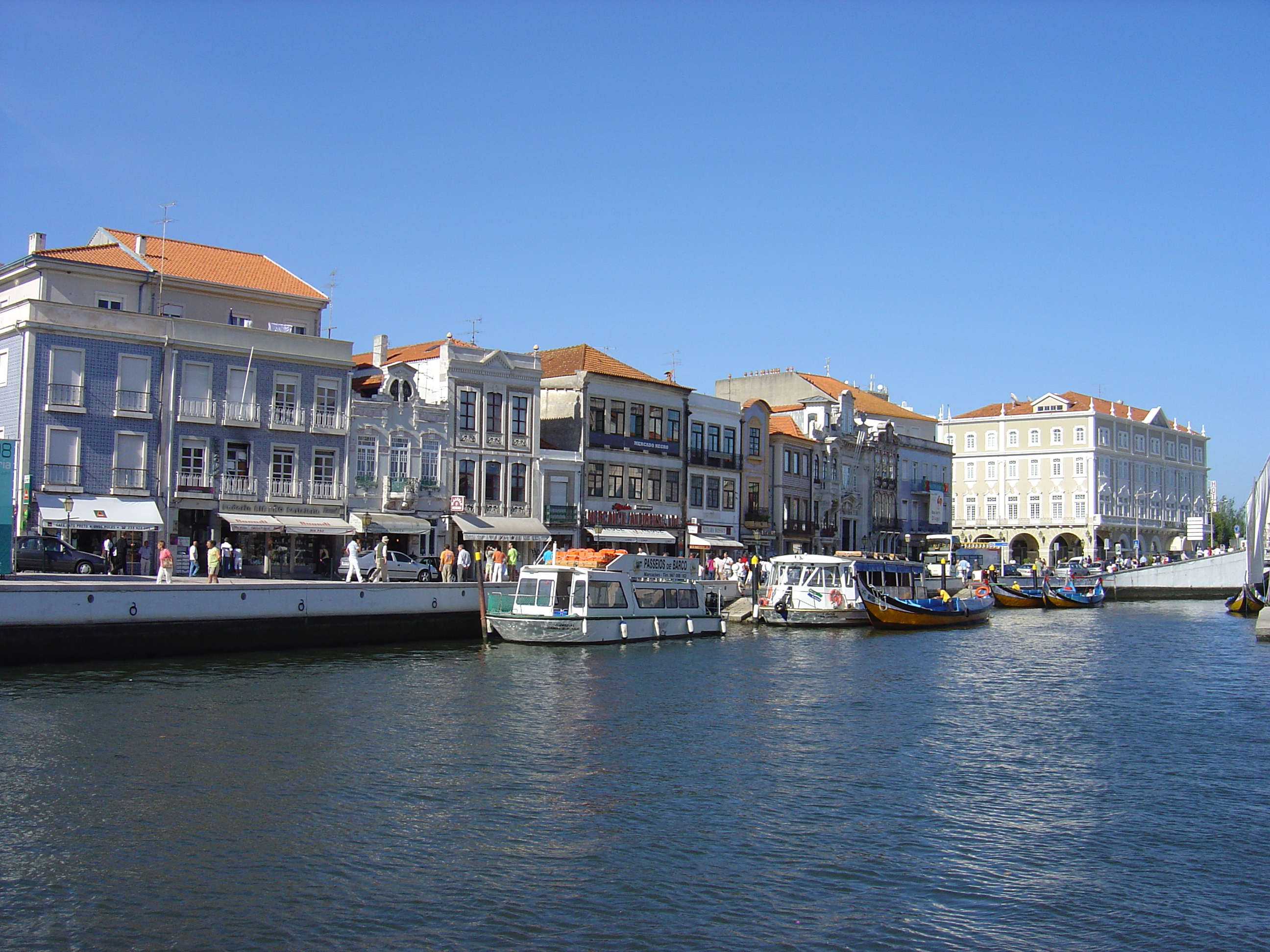
Jeden z kanałów w Aveiro.
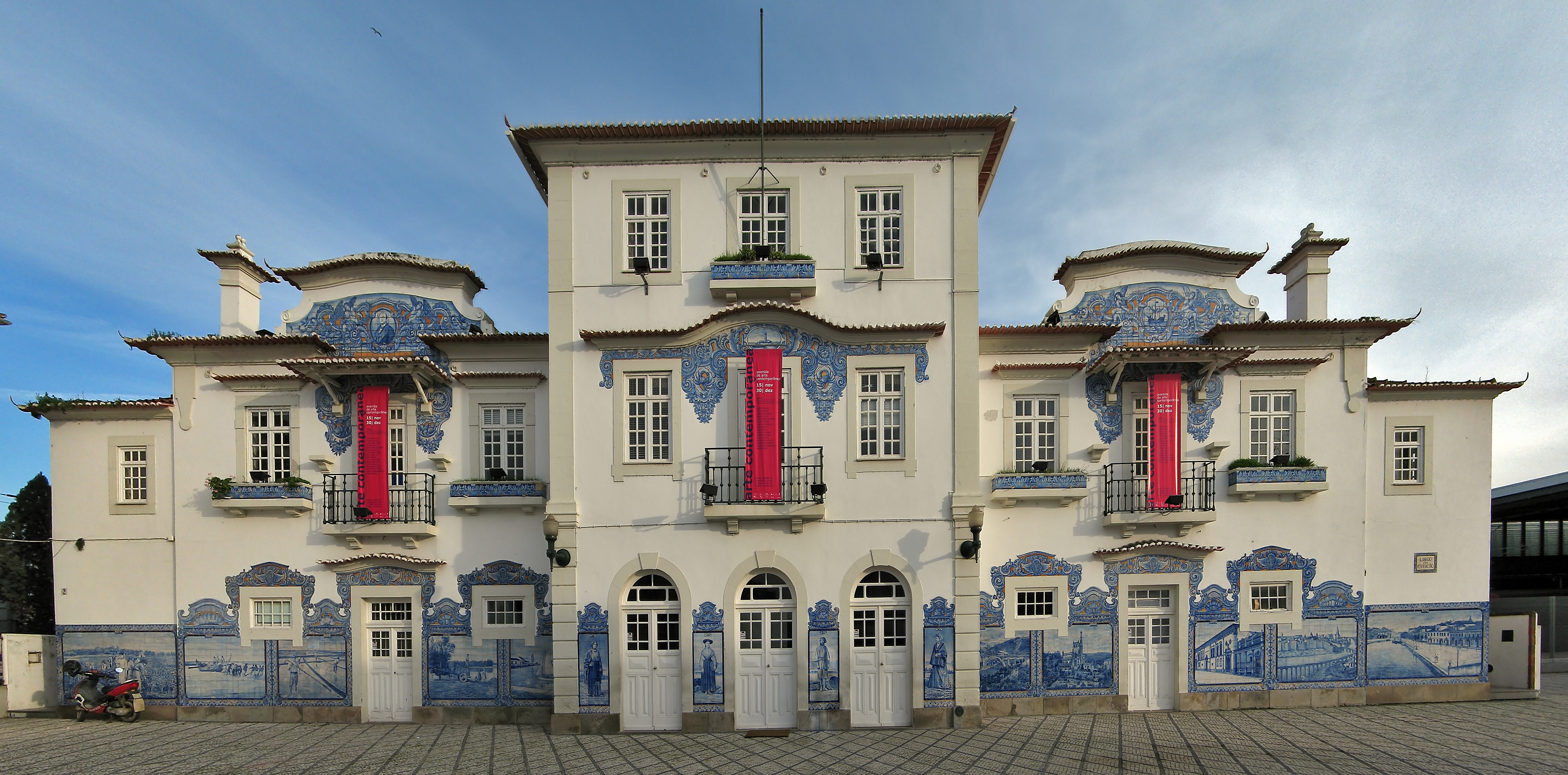
Stary budynek stacji kolejowej.
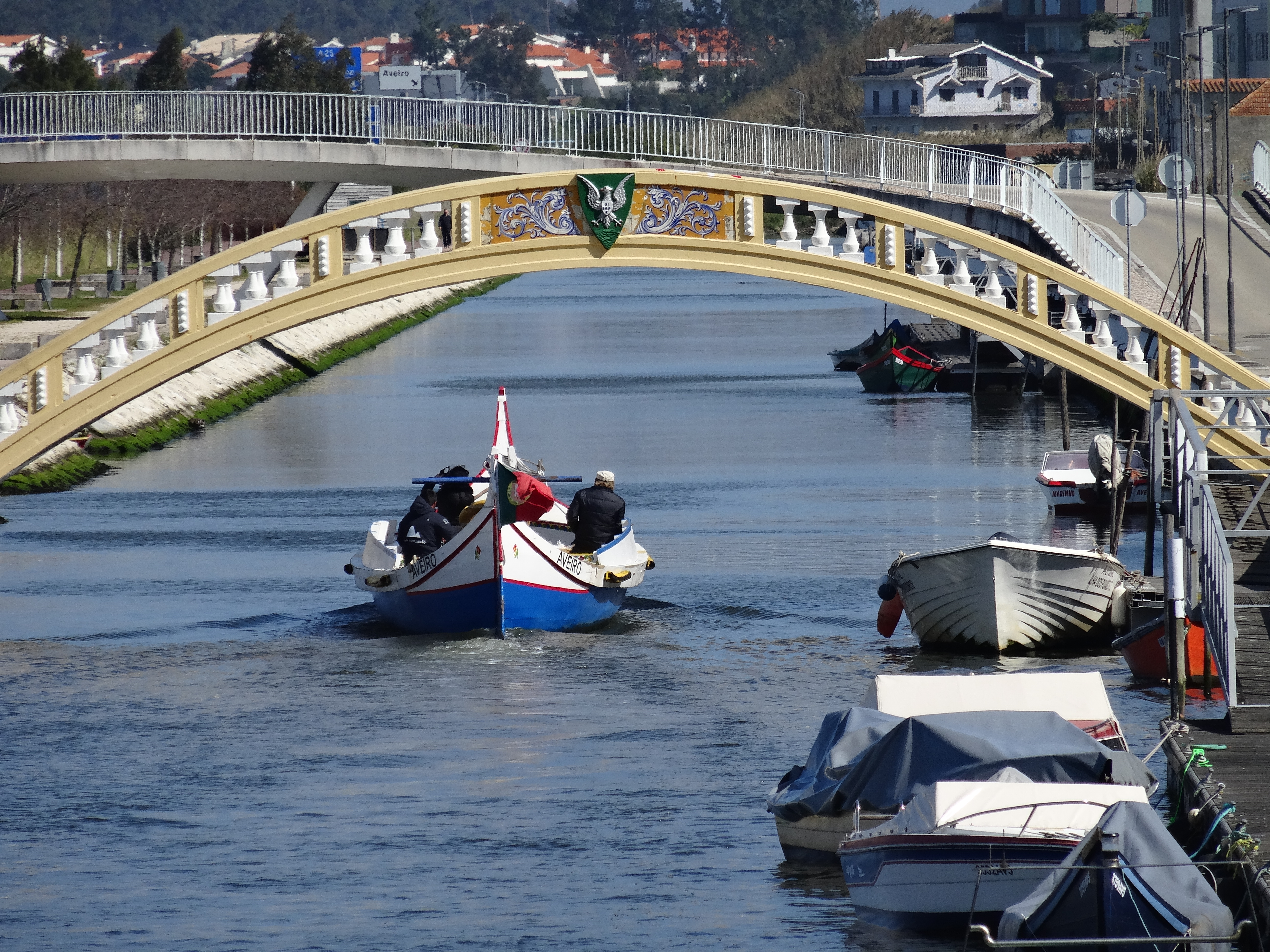
Most nad kanałem w Aveiro

## Miasta partnerskie
- Viseu, Portugalia
- Viana do Castelo, Portugalia
- Belém, Brazylia
- Pelotas, Brazylia
- Bourges, Francja
- Inhambane, Mozambik
- Arcachon, Francja
- Ciudad Rodrigo, Hiszpania
- Forlì, Włochy
- Santa Cruz, Republika Zielonego Przylądka
- Pemba, Mozambik
- Cubatão, Brazylia
- Wenecja, Włochy
- Newark, Stany Zjednoczone
- Ōita, Japonia
- Bonn, Niemcy

## Demografia
| Liczba ludności gminy Aveiro (1801–2011) | Liczba ludności gminy Aveiro (1801–2011) | Liczba ludności gminy Aveiro (1801–2011) | Liczba ludności gminy Aveiro (1801–2011) | Liczba ludności gminy Aveiro (1801–2011) | Liczba ludności gminy Aveiro (1801–2011) | Liczba ludności gminy Aveiro (1801–2011) | Liczba ludności gminy Aveiro (1801–2011) | Liczba ludności gminy Aveiro (1801–2011) | Liczba ludności gminy Aveiro (1801–2011) |
| ---------------------------------------- | ---------------------------------------- | ---------------------------------------- | ---------------------------------------- | ---------------------------------------- | ---------------------------------------- | ---------------------------------------- | ---------------------------------------- | ---------------------------------------- | ---------------------------------------- |
| 1801                                     | 1849                                     | 1900                                     | 1930                                     | 1960                                     | 1981                                     | 1991                                     | 2001                                     | 2004                                     | 2011                                     |
| 14 144                                   | 10 780                                   | 24 919                                   | 31 644                                   | 46 055                                   | 60 284                                   | 66 444                                   | 73 335                                   | 73 626                                   | 78 450                                   |